# Arthur Vanoverberghe
Pour les articles homonymes, voir Van Overberghe.
Arthur Vanoverberghe, né le 7 février 1990 à Menin, est un coureur cycliste belge.

## Biographie
Arthur Vanoverberghe naît le 7 février 1990 à Menin en Belgique.
Membre d'Ovyta-Eijssen-Acrog en 2011, il entre en 2012 dans l'équipe continentale professionnelle Topsport Vlaanderen-Mercator, qui devient à partir de 2013 Topsport Vlaanderen-Baloise.

## Palmarès sur route
- 2006[1]
  - 3e du championnat de Belgique du contre-la-montre débutants
- 2007
  - 2e étape de la Ster van Zuid-Limburg
  - 3ea étape du Sint-Martinusprijs Kontich (contre-la-montre par équipes)
  - 3e de la Ster van Zuid-Limburg
- 2008
  -  Champion de Belgique sur route juniors
  -  Champion de Belgique du contre-la-montre juniors
  - West-Brabantse Pijl
  - Circuit Mandel-Lys-Escaut juniors
- 2009
  - 3e du Tour de la province d'Anvers
- 2010
  - Grand Prix de Geluwe
  - 2e du Grand Prix de Waregem
  - 3e du Tour de la province de Liège
- 2011
  - 3e du championnat de Belgique du contre-la-montre espoirs

## Classements mondiaux
| Année                                 | 2010  | 2011 | 2012 | 2013 |
| ------------------------------------- | ----- | ---- | ---- | ---- |
| UCI Europe Tour                       | 1186e | nc   | nc   | 604e |
|                                       |       |      |      |      |
| Légende : nc = non classéSource : UCI |       |      |      |      |